# François Braud
François Braud (ur. 27 lipca 1986 w Pontarlier) – francuski kombinator norweski, pięciokrotny medalista mistrzostw świata i czterokrotny medalista mistrzostw świata juniorów.
We wrześniu 2020 wziął ślub z Eleną Runggaldier.

## Kariera
Po raz pierwszy na arenie międzynarodowej François Braud pojawił się w styczniu 2002 roku podczas mistrzostw świata juniorów w Schonach, gdzie wspólnie z kolegami z reprezentacji zdobył drużynowo srebrny medal. Wynik ten francuscy juniorzy powtórzyli na mistrzostwach świata juniorów w Rovaniemi w 2005 roku, w międzyczasie zdobywając ponadto brązowy medal podczas MŚJ w Sollefteå w 2003 roku. Indywidualnie Braud najlepszy wynik osiągnął w 2006 roku, kiedy na mistrzostwach świata juniorów w Kranju zwyciężył w zawodach rozgrywanych metodą Gundersena.
W Pucharze Świata zadebiutował 25 listopada 2005 roku w Ruce, gdzie zajął 44. miejsce w Gundersenie. Pierwsze pucharowe punkty wywalczył niecały miesiąc później, 18 grudnia 2005 roku w Ramsau był szesnasty w sprincie. Pierwszy raz na podium zawodów PŚ stanął 8 marca 2014 roku w Oslo, gdzie w zawodach metodą Gunndersena był trzeci. Wyprzedzili go tam jedynie Niemiec Johannes Rydzek oraz Magnus Moan z Norwegii. Najlepsze wyniki osiągał w sezonie 2008/2009, który ukończył na piętnastej pozycji.
Podczas mistrzostw świata w Val di Fiemme w 2013 roku reprezentacja Francji w składzie: François Braud, Maxime Laheurte, Sébastien Lacroix i Jason Lamy Chappuis zdobyła złoty medal w zawodach drużynowych. W startach indywidualnych Braud zajął dziewiętnaste miejsce na dużej skoczni, a rywalizację na normalnym obiekcie zakończył na 36. pozycji. Blisko medalu był ponadto na rozgrywanych dwa lata wcześniej mistrzostwach świata w Oslo, zajmując czwarte miejsce w konkursie drużynowym na dużej skoczni, piąte drużynowo na skoczni normalnej oraz dziewiąte w zawodach metodą Gundersena na dużym obiekcie.
W 2006 roku brał udział w igrzyskach olimpijskich w Turynie, zajmując piąte miejsce w drużynie oraz 42. miejsce w Gundersenie na normalnej skoczni. Na rozgrywanych cztery lata później igrzyskach w Vancouver był czwarty w sztafecie oraz czternasty w Gundersenie na dużej skoczni. Podczas igrzysk olimpijskich w Soczi w 2014 roku zajmował odpowiednio czwarte i trzynaste miejsce.
W latach 2009 i 2010 zdobywał złote medale mistrzostw Francji w skokach narciarskich w konkursach drużynowych.
Po sezonie 2018/2019 zakończył karierę sportową.

## Osiągnięcia

### Igrzyska olimpijskie
| Miejsce | Dzień     | Rok  | Miejscowość | Konkurencja           | Wynik zwycięzcy | Strata  | Zwycięzca           |
| ------- | --------- | ---- | ----------- | --------------------- | --------------- | ------- | ------------------- |
| 42.     | 11 lutego | 2006 | Pragelato   | Gundersen HS106/15 km | 39:44,6         | +7:17,7 | Georg Hettich       |
| 5.      | 15 lutego | 2006 | Pragelato   | Sztafeta HS134/4x5 km | 49:52,6         | +1:32,0 | Austria             |
| 34.     | 14 lutego | 2010 | Vancouver   | Gundersen HS106/10 km | 25:47,1         | +2:05,2 | Jason Lamy Chappuis |
| 4.      | 23 lutego | 2010 | Vancouver   | Sztafeta HS140/4x5 km | 49:31,6         | +39,8   | Austria             |
| 14.     | 25 lutego | 2010 | Vancouver   | Gundersen HS140/10 km | 25:32,9         | +1:26,7 | Bill Demong         |
| 20.     | 12 lutego | 2014 | Soczi       | Gundersen HS106/10 km | 23:50,2         | +1:19,1 | Eric Frenzel        |
| 13.     | 18 lutego | 2014 | Soczi       | Gundersen HS140/10 km | 22:45,5         | +37,7   | Jørgen Gråbak       |
| 4.      | 21 lutego | 2014 | Soczi       | Sztafeta HS140/4x5 km | 47:13,5         | +1:12,8 | Norwegia            |
| 15.     | 14 lutego | 2018 | Pjongczang  | Gundersen HS109/10 km | 24:51,4         | +1:49,1 | Eric Frenzel        |
| 15.     | 20 lutego | 2018 | Pjongczang  | Gundersen HS140/10 km | 23:52,5         | +1:32,1 | Johannes Rydzek     |
| 5.      | 22 lutego | 2018 | Pjongczang  | Sztafeta HS140/4x5 km | 46:09,8         | +2:27,2 | Niemcy              |

### Mistrzostwa świata
| Miejsce | Dzień     | Rok  | Miejscowość      | Konkurencja                     | Wynik zwycięzcy | Strata    | Zwycięzca           |
| ------- | --------- | ---- | ---------------- | ------------------------------- | --------------- | --------- | ------------------- |
| 20.     | 23 lutego | 2007 | Sapporo          | Sprint HS134/7,5 km             | 17:40,2         | +2:19,4   | Hannu Manninen      |
| 6.      | 25 lutego | 2007 | Sapporo          | Sztafeta HS134/4x5 km           | 49:14,9         | +4:09,8   | Finlandia           |
| 30.     | 3 marca   | 2007 | Sapporo          | Gundersen HS100/15 km           | 38:35,6         | +5:29,8   | Ronny Ackermann     |
| 10.     | 20 lutego | 2009 | Liberec          | Start masowy HS100/10 km        | 276,0 pkt       | -26,8 pkt | Todd Lodwick        |
| 12.     | 22 lutego | 2009 | Liberec          | Gundersen HS100/10 km           | 24:22,3         | +1:42,5   | Todd Lodwick        |
| 4.      | 26 lutego | 2009 | Liberec          | Sztafeta HS134/4x5 km           | 48:32,3         | +17,1     | Japonia             |
| 14.     | 28 lutego | 2009 | Liberec          | Gundersen HS134/10 km           | 23:36,6         | +1:46,2   | Bill Demong         |
| 20.     | 26 lutego | 2011 | Oslo             | Gundersen HS106/10 km           | 25:19,2         | +1:33,0   | Eric Frenzel        |
| 5.      | 28 lutego | 2011 | Oslo             | Sztafeta HS106/4x5 km           | 49:38,2         | +1:30,4   | Austria             |
| 9.      | 2 marca   | 2011 | Oslo             | Gundersen HS134/10 km           | 25:31,6         | +1:02,7   | Jason Lamy Chappuis |
| 4.      | 4 marca   | 2011 | Oslo             | Sztafeta HS134/4x5 km           | 48:04,4         | +51,9     | Austria             |
| 36.     | 22 lutego | 2013 | Val di Fiemme    | Gundersen HS106/10 km           | 29:13,2         | +2:23,2   | Jason Lamy Chappuis |
| 1.      | 24 lutego | 2013 | Val di Fiemme    | Sztafeta HS106/4x5 km           | 57:34,0         | -         | -                   |
| 19.     | 28 lutego | 2013 | Val di Fiemme    | Gundersen HS134/10 km           | 27:22,8         | +2:02,1   | Eric Frenzel        |
| 13.     | 20 lutego | 2015 | Falun            | Gundersen HS100/10 km           | 26:38,9         | +1:02,3   | Johannes Rydzek     |
| 3.      | 22 lutego | 2015 | Falun            | Sztafeta HS100/4x5 km           | 44:20,7         | +39,6     | Niemcy              |
| 2.      | 26 lutego | 2015 | Falun            | Gundersen HS134/10 km           | 22:45,8         | +11,9     | Bernhard Gruber     |
| 1.      | 28 lutego | 2015 | Falun            | Sprint drużynowy HS134/2x7.5 km | 38:31,6         | -         | -                   |
| 6.      | 24 lutego | 2017 | Lahti            | Gundersen HS100/10 km           | 26:19,6         | +36,0     | Johannes Rydzek     |
| 7.      | 26 lutego | 2017 | Lahti            | Sztafeta HS100/4x5 km           | 47:57,3         | +1:19,5   | Niemcy              |
| 3.      | 1 marca   | 2017 | Lahti            | Gundersen HS130/10 km           | 26:41,6         | +13,0     | Johannes Rydzek     |
| 5.      | 3 marca   | 2017 | Lahti            | Sprint drużynowy HS130/2x7,5 km | 28:45,8         | +11,5     | Niemcy              |
| 27.     | 22 lutego | 2019 | Seefeld in Tirol | Gundersen HS130/10 km           | 23:43,0         | +3:08,8   | Eric Frenzel        |
| 23.     | 28 lutego | 2019 | Seefeld in Tirol | Gundersen HS109/10 km           | 25:01,3         | +2:07,9   | Jarl Magnus Riiber  |
| 6.      | 2 marca   | 2019 | Seefeld in Tirol | Sztafeta HS109/4x5 km           | 50:15,5         | +1:12,0   | Norwegia            |

### Mistrzostwa świata juniorów
| Miejsce | Dzień       | Rok  | Miejscowość | Konkurencja           | Wynik zwycięzcy | Strata    | Zwycięzca        |
| ------- | ----------- | ---- | ----------- | --------------------- | --------------- | --------- | ---------------- |
| 2.      | 25 stycznia | 2002 | Schonach    | Sztafeta K90/4x5 km   | 844,0 pkt       | -80,7 pkt | Niemcy           |
| 36.     | 5 lutego    | 2003 | Sollefteå   | Gundersen K108/10 km  | 31:43,2         | +5:29,8   | Björn Kircheisen |
| 3.      | 7 lutego    | 2003 | Sollefteå   | Sztafeta K108/4x5 km  | 793,9 pkt       | -99,8 pkt | Niemcy           |
| 20.     | 4 lutego    | 2004 | Stryn       | Gundersen K90/10 km   | 26:06,3         | +5:19,6   | Petter Tande     |
| 6.      | 6 lutego    | 2004 | Stryn       | Sztafeta K90/4x5      | 58:03,0         | +3.14,0   | Norwegia         |
| 19.     | 8 lutego    | 2004 | Stryn       | Sprint K90/7,5 km     | 14:02,1         | +1:58,2   | Petter Tande     |
| 11.     | 22 marca    | 2005 | Rovaniemi   | Gundersen HS100/10 km | 25.56,6         | +3:24,9   | Petter Tande     |
| 2.      | 24 marca    | 2005 | Rovaniemi   | Sztafeta HS100/4x5    | 44:17,1         | +1:37,8   | Niemcy           |
| 8.      | 26 marca    | 2005 | Rovaniemi   | Sprint HS100/5 km     | 14:02,1         | +1:05,2   | Petter Tande     |
| 1.      | 1 lutego    | 2006 | Kranj       | Gundersen HS109/10 km | 29:59,9         | -         | -                |

### Puchar Świata

#### Miejsca w klasyfikacji generalnej
- sezon 2005/2006: 39.
- sezon 2006/2007: 34.
- sezon 2007/2008: 35.
- sezon 2008/2009: 15.
- sezon 2009/2010: 30.
- sezon 2010/2011: 19.
- sezon 2011/2012: 23.
- sezon 2012/2013: 22.
- sezon 2013/2014: 20.
- sezon 2014/2015: 12.
- sezon 2015/2016: 14.
- sezon 2016/2017: 12.
- sezon 2017/2018: 17.
- sezon 2018/2019: 28.

#### Miejsca na podium
| Nr | Data          | Miejscowość | Konkurencja           | Wynik zwycięzcy | Pozycja | Strata | Zwycięzca       |
| -- | ------------- | ----------- | --------------------- | --------------- | ------- | ------ | --------------- |
| 1. | 8 marca 2014  | Oslo        | Gundersen HS134/10 km | 25:40,6         | 3.      | +4,5   | Johannes Rydzek |
| 2. | 19 marca 2017 | Schonach    | Gundersen HS106/10 km | 28:49,7         | 2.      | +7,7   | Eric Frenzel    |

### Puchar Kontynentalny

#### Miejsca w klasyfikacji generalnej
- sezon 2003/2004: 83.
- sezon 2004/2005: 31.
- sezon 2005/2006: 13.
- sezon 2017/2018: 32.

#### Miejsca na podium chronologicznie
| Nr | Data            | Miejscowość | Konkurencja           | Wynik zwycięzcy | Pozycja | Strata | Zwycięzca |
| -- | --------------- | ----------- | --------------------- | --------------- | ------- | ------ | --------- |
| 1. | 7 stycznia 2018 | Klingenthal | Gundersen HS140/10 km | bd.             | 1.      | bd.    | -         |

### Letnie Grand Prix

#### Miejsca w klasyfikacji generalnej
- 2004: niesklasyfikowany
- 2005: 25.
- 2006: niesklasyfikowany
- 2007: niesklasyfikowany
- 2008: 13.
- 2009: 8.
- 2010: 5.
- 2011: 10.
- 2012: 15.
- 2013: nie brał udziału
- 2014: 18.
- 2015: 6.
- 2016: 3.
- 2017: (26.)[17]
- 2018: (11.)[18]

#### Miejsca na podium chronologicznie
| Nr | Data            | Miejscowość | Konkurencja           | Wynik zwycięzcy | Pozycja | Strata  | Zwycięzca       |
| -- | --------------- | ----------- | --------------------- | --------------- | ------- | ------- | --------------- |
| 1. | 8 sierpnia 2010 | Oberstdorf  | Gundersen HS137/10 km | 25:47.9 min     | 2.      | +11.9 s | Johannes Rydzek |